# Alexander Agassiz
Alexander Emanuel Agassiz (ur. 17 grudnia 1835 w Neuchâtel, zm. 23 marca 1910 na statku SS Adriatic w drodze z Southampton do Nowego Jorku) – amerykański naukowiec i inżynier pochodzenia szwajcarskiego.

## Życiorys
Urodził się w szwajcarskim Neuchâtel, jako syn Louisa Agassiza, zoologa oraz Cécile Braun. Agassiz przybył do Stanów Zjednoczonych w 1849 r., po śmierci matki w Niemczech. Życie domowe jego rodziców było naznaczone trudnościami, więc Alex przeniósł się do Massachusetts, aby dołączyć do ojca, który po znakomitej karierze w Europie został profesorem zoologii i geologii na Uniwersytecie Harvarda. Amerykańskie doświadczenie pojawiło się na trudnym etapie dojrzewania Alexa Agassiza. Prawie nie znał swojego ojca, który spędzał dużo czasu poza domem, pracując nad projektami naukowymi.
Studiował chemię i inżynierię na Harvard University, w 1859 r. został asystentem w United States Coast Survey. W latach 1865–1869 studiował biologię na Harvardzie. Zajmował się ichtiologią morską, ale interesował się również eksploatacją złóż mineralnych. Po odkryciu złóż miedzi nad Jeziorem Górnym w Michigan, zarządzał kopalnią należącą do firmy nazwanej później Calumet and Hecla Mining Company. Brał udział w ekspedycjach do złóż miedzi w Peru i Chile, prowadził też obserwacje jeziora Titicaca.
W 1902 został odznaczony Pour le Mérite Zmarł w 1910 roku na statku SS Adriatic płynącym z Southampton do Nowego Jorku.